# Pentacalia americana
Pentacalia americana là một loài thực vật có hoa trong họ Cúc. Loài này được (L.f.) Cuatrec. mô tả khoa học đầu tiên năm 1981.